# Мухор-Тархатинское сельское поселение
Мухор-Тархатинское се́льское поселе́ние — муниципальное образование в Кош-Агачском муниципальном районе Республики Алтай Российской Федерации.
Административный центр — село Мухор-Тархата.

## История
Статус и границы сельского поселения установлены Законом Республики Алтай от 13 января 2005 года № 10-РЗ «Об образовании муниципальных образований, наделении соответствующим статусом и установлении их границ».

## Население
| 2010 | 2011 | 2012 | 2013 | 2014 | 2015 | 2016 | 2017 | 2018 |
| ---- | ---- | ---- | ---- | ---- | ---- | ---- | ---- | ---- |
| 910  | ↗913 | ↘868 | ↘829 | ↗840 | ↘816 | ↘807 | ↗811 | ↘783 |
| 2019 | 2020 | 2021 |      |      |      |      |      |      |
| ↗788 | ↘765 | ↗833 |      |      |      |      |      |      |

## Состав сельского поселения
| № | Населённый пункт | Тип населённого пункта       | Население |
| - | ---------------- | ---------------------------- | --------- |
| 1 | Мухор-Тархата    | село, административный центр | ↗833      |